# Hirnyk
Hirnyk (ucraniano: Гірни́к) es un asentamiento de tipo urbano de Ucrania, constituido administrativamente como una pedanía de la ciudad de Chervonohrad en el raión de Chervonohrad de la óblast de Leópolis.
En 2024, la localidad tenía 2658 habitantes.
Los primeros edificios de la localidad comenzaron a construirse como un área periférica de Chervonohrad durante la Segunda República Polaca, en tierras de los pueblos de Mezhýrichchia y Silets. La actual localidad fue fundada en 1954 y obtuvo el estatus urbano en 1956. El topónimo de la localidad significa "minero", ya que su actividad económica principal es la minería del carbón. Antes de que el actual raión de Chervonohrad se fundara en 2020, Hirnyk no pertenecía a ningún raión, sino que Chervonohrad ejercía hasta 2020 las funciones de raión para el asentamiento, al estar constituida como ciudad de importancia regional desde 1962.
Se ubica en la periferia meridional de Chervonohrad, en la salida de la ciudad de la carretera P15 que lleva a Leópolis.